# KEEP ME'S DISTANCE
KEEP ME'S DISTANCE（キープ・ミーズ・ディスタンス）は佐久間学の6枚目のシングル。

## 内容
ポリスター在籍最後のシングルはアルバム「迷走」からのリカット及びQR系ラジオドラマ『MADARA転生編』オープニングテーマ。そのためジャケットは同作品に携わっていた田島昭宇によるイラストになっている。カップリング「君を守りたい」は同ラジオドラマのエンディング・テーマ。

## 収録曲
全曲　作詞・作曲：佐久間学　編曲：坂井紀雄
1. KEEP ME'S DISTANCE
2. 君を守りたい
3. KEEP ME'S DISTANCE (inst.)
4. 君を守りたい (inst.)

## レコーディング参加
- 佐久間学 - ボーカル
  - 坂井紀雄 - ベース、コーラス[1]
  - 土方隆行 - ギター[1]
  - 渡嘉敷祐一 - ドラム[1]
  - 前野知常 - キーボード[1]